# Nowa Wieś (gmina Długosiodło)
Nowa Wieś – wieś w Polsce położona w województwie mazowieckim, w powiecie wyszkowskim, w gminie Długosiodło. Ma status sołectwa.

## Historia
W latach 1921–1931 wieś leżała w województwie białostockim, w powiecie ostrowskim, w gminie Długosiodło.
Według Powszechnego Spisu Ludności z 1921 roku wieś zamieszkiwało 127 osób, 81 było wyznania rzymskokatolickiego a 16 ewangelickiego. Jednocześnie wszyscy mieszkańcy zadeklarowali polską przynależność narodową. Były tu 23 budynki mieszkalne. Miejscowość należała do parafii rzymskokatolickiej w m. Lubiel i ewangelickiej w Paproci Dużej. Podlegała pod Sąd Grodzki w Ostrowie i Okręgowy w Łomży; właściwy urząd pocztowy mieścił się w Długosiodle.
W wyniku agresji III Rzeszy na Polskę we wrześniu 1939 wieś znalazła się pod okupacją niemiecką i do wyzwolenia weszła w skład dystryktu warszawskiego Generalnego Gubernatorstwa.
W latach 1975–1998 miejscowość należała administracyjnie do województwa ostrołęckiego.